# Unione Calcio AlbinoLeffe 2020-2021
Questa voce raccoglie le informazioni riguardanti l'Unione Calcio AlbinoLeffe nelle competizioni ufficiali della stagione 2020-2021.

## Stagione
Nella stagione 2020-2021 l'AlbinoLeffe ha disputato il girone A del campionato di Serie C, con 57 punti ha ottenuto il settimo posto. Disputa i Play-off, nei quali nel primo turno supera (1-0) il Pontedera, poi secondo turno supera (2-1) il Grosseto, nel terzo turno, primo a livello nazionale affronta il Modena, perde (0-1) in casa il primo confronto, nel ritorno non ha più nulla da perdere, va a Modena e vince (0-2) superando il turno. Nel quarto turno nel doppio confronto ha la Meglio sul Catanzaro, ancora pareggiando (1-1) in casa e vincendo (0-1) in Calabria, nella semifinale incrocia l'Alessandria, perde ancora (1-2) in casa, e al Moccagatta pareggia (2-2) dopo i tempi supplementari, subendo la rete del pareggio decisiva di Stanco al minuto 110'. La squadra celesteblù allenata dal confermato Marco Zaffaroni, ottiene 26 punti nel girone di andata e 31 punti nel girone discendente. Con 15 reti Jacopo Manconi vince la classifica marcatori del girone, appaiato ad Andrea Magrassi del Pontedera. L'AlbinoLeffe disputa anche la Coppa Italia nazionale dove supera anche il primo turno eliminando (1-2) la Ternana, poi nel secondo turno è stato eliminato (2-1) dalla Virtus Entella. Mentre la Coppa Italia di Serie C in questa stagione non si è disputata.

## Divise e sponsor
Il fornitore tecnico per la stagione 2020-2021 è Acerbis, mentre lo sponsor di maglia è UBI Banca.
| Casa | Trasferta |

## Rosa
| N. |                   | Ruolo | Calciatore             |
| -- | ----------------- | ----- | ---------------------- |
| 1  | Italia (bandiera) | P     | Andrea Brevi           |
| 2  | Italia (bandiera) | D     | Riccardo Cerini        |
| 3  | Italia (bandiera) | C     | Lorenzo Berbenni       |
| 4  | Italia (bandiera) | C     | Marco Emilio Nichetti  |
| 5  | Italia (bandiera) | D     | Simone Canestrelli     |
| 6  | Italia (bandiera) | D     | Ruggero Riva           |
| 7  | Italia (bandiera) | A     | Giacomo Tomaselli      |
| 8  | Italia (bandiera) | C     | Mattia Trovato         |
| 9  | Italia (bandiera) | A     | Sacha Cori             |
| 10 | Italia (bandiera) | C     | Gian Marco Gabbianelli |
| 11 | Italia (bandiera) | A     | Alessandro Galeandro   |
| 13 | Italia (bandiera) | D     | Davide Mondonico       |
| 14 | Italia (bandiera) | D     | Marco Maffi            |
| 15 | Italia (bandiera) | D     | Andrea Malberti        |

| N. |                    | Ruolo | Calciatore            |
| -- | ------------------ | ----- | --------------------- |
| 16 | Romania (bandiera) | D     | Mihai Gusu            |
| 17 | Italia (bandiera)  | C     | Carmine Giorgione     |
| 18 | Italia (bandiera)  | C     | Marco Piccoli         |
| 19 | Italia (bandiera)  | A     | Mario Ravasio         |
| 20 | Francia (bandiera) | C     | Gaël Genevier         |
| 22 | Italia (bandiera)  | A     | Jacopo Manconi        |
| 23 | Italia (bandiera)  | C     | Francesco Gelli       |
| 26 | Italia (bandiera)  | P     | Alberto Savini        |
| 27 | Italia (bandiera)  | D     | Armando Miculi        |
| 30 | Italia (bandiera)  | C     | Luca Petrungaro       |
| 31 | Italia (bandiera)  | P     | Simone Caruso         |
| 32 | Italia (bandiera)  | A     | Piergiuseppe Maritato |
| 33 | Italia (bandiera)  | D     | Diego Borghini        |

## Calciomercato

### Sessione estiva(dal 01/09 al 05/10)
| Acquisti | Acquisti              | Acquisti         | Acquisti      |
| R.       | Nome                  | da               | Modalità      |
| -------- | --------------------- | ---------------- | ------------- |
| P        | Simone Caruso         | Sanremese        | svincolato    |
| P        | Alberto Savini        | Torino           | svincolato    |
| D        | Andrea Malberti       | Vibonese         | svincolato    |
| D        | Armando Miculi        | Legnano          | svincolato    |
| D        | Alessio Rasi          | Rieti            | fine prestito |
| C        | Gianmarco Gabbianelli | Campodarsego     | svincolato    |
| A        | Jacopo Manconi        | Perugia          | definitivo    |
| A        | Giacomo Tomaselli     | Monza            | svincolato    |
| A        | Nicola Travellini     | Ponte San Pietro | fine prestito |
| A        | Mattia Trovato        | Fiorentina       | prestito      |

| Cessioni | Cessioni            | Cessioni             | Cessioni      |
| R.       | Nome                | a                    | Modalità      |
| -------- | ------------------- | -------------------- | ------------- |
| P        | Alessandro Abagnale | Turris               | definitivo    |
| P        | Andrea Pagno        | Ponte San Pietro     | definitivo    |
| P        | Alberto Savini      | Torino               | definitivo    |
| D        | Davide Cortinovis   |                      | svincolato    |
| D        | Fabio Gavazzi       | Foggia               | definitivo    |
| D        | Francesco Micheli   | Villa d'Almè         | svincolato    |
| D        | Alessio Rasi        | Vibonese             | definitivo    |
| D        | Luca Ruffini        | Calvina Sport        | svincolato    |
| C        | Romeo Bertani       | Arzignano Valchiampo | svincolato    |
| C        | Christian Calì      | Borgosesia           | svincolato    |
| C        | Juri Gonzi          | Piacenza             | svincolato    |
| C        | Alessandro Quaini   | Pisa                 | fine prestito |
| C        | Omar Sokhna         | Brusaporto           | definitivo    |
| A        | Giuseppe Sibilli    | Pisa                 | svincolato    |
| A        | Nicola Travellini   |                      | svincolato    |

### Sessione invernale(dal 04/01 al 01/02)
| Acquisti | Acquisti              | Acquisti | Acquisti   |
| R.       | Nome                  | da       | Modalità   |
| -------- | --------------------- | -------- | ---------- |
| D        | Diego Borghini        | Arezzo   | definitivo |
| A        | Piergiuseppe Maritato | Piacenza | definitivo |

| Cessioni | Cessioni | Cessioni | Cessioni |
| R.       | Nome     | a        | Modalità |
| -------- | -------- | -------- | -------- |

## Risultati

### Serie C

#### Girone di andata
| Gorgonzola 27 settembre 2020, ore 15:00 CEST 1ª giornata | AlbinoLeffe       | 0 – 0 referto | Livorno | Stadio comunale Città di Gorgonzola (0 spett.)\| Arbitro: \| Giaccaglia (Jesi) \| |
| Arbitro:                                                 | Giaccaglia (Jesi) |               |         |                                                                                   |

| Arbitro: | Centi (Viterbo) |

|                                 |           |                   |
| Bortoluz 37’ (rig.) Morello 73’ | Marcatori | 5’ (rig.) Manconi |

| Arbitro: | Arena (Torre del Greco) |

|  |           |                 |
|  | Marcatori | 45’ De Respinis |

| Arbitro: | Andreano (Prato) |

|  |           |             |
|  | Marcatori | 90+3’ Perna |

| Arbitro: | Saia (Palermo) |

|                     |           |                 |
| Del Sole 76’ (rig.) | Marcatori | 32’ (rig.) Cori |

| Arbitro: | Cavaliere (Paola) |

|               |           |  |
| Giorgione 55’ | Marcatori |  |

| Arbitro: | Taricone (Perugia) |

|               |           |             |
| Galligani 59’ | Marcatori | 55’ Manconi |

| Arbitro: | Sfira (Pordenone) |

|             |           |  |
| Manconi 88’ | Marcatori |  |

| Arbitro: | De Tommaso (Rimini) |

|                                                      |           |                                                   |
| F. Bianchi 72’ Nannelli 74’ Benassi 81’ Meucci 90+2’ | Marcatori | 22’, 32’, 45+3’, 58’ Manconi 64’ (rig.) Giorgione |

| Arbitro: | Kumara (Verona) |

|                      |           |  |
| Cori 12’, 78’ (rig.) | Marcatori |  |

| Arbitro: | Villa (Rimini) |

|                   |           |                           |
| Parker 33’ (rig.) | Marcatori | 37’ Giorgione 51’ Manconi |

| Arbitro: | Perri (Roma 1) |

|               |           |                               |
| Galeandro 87’ | Marcatori | 42’ (rig.) Terrani 86’ Solini |

| Novara 29 novembre 2020, ore 15:00 CET 13ª giornata | Novara         | 0 – 0 referto | AlbinoLeffe | Stadio Silvio Piola (0 spett.)\| Arbitro: \| Cudini (Fermo) \| |
| Arbitro:                                            | Cudini (Fermo) |               |             |                                                                |

| Gorgonzola 6 dicembre 2020, ore 15:00 CET 14ª giornata | AlbinoLeffe               | 0 – 0 referto | Olbia | Stadio comunale Città di Gorgonzola (0 spett.)\| Arbitro: \| Ferrieri Caputi (Livorno) \| |
| Arbitro:                                               | Ferrieri Caputi (Livorno) |               |       |                                                                                           |

| Arbitro: | Luciani (Roma 1) |

|                            |           |                            |
| Hristov 11’ Emmanuello 88’ | Marcatori | 35’ Galeandro 51’ Genevier |

| Arbitro: | Di Marco (Ciampino) |

|               |           |  |
| Infantino 57’ | Marcatori |  |

| Arbitro: | Monaldi (Macerata) |

|                 |           |               |
| Canestrelli 56’ | Marcatori | 31’ Ballarini |

| Arbitro: | Vergaro (Bari) |

|              |           |                  |
| Benassai 89’ | Marcatori | 23’, 49’ Manconi |

| Gorgonzola 17 gennaio 2021, ore 15:00 CET 19ª giornata | AlbinoLeffe      | 0 – 0 referto | Lecco | Stadio comunale Città di Gorgonzola (0 spett.)\| Arbitro: \| Andreano (Prato) \| |
| Arbitro:                                               | Andreano (Prato) |               |       |                                                                                  |

#### Girone di ritorno
| Arbitro: | Cherchi (Carbonia) |

|             |           |  |
| Morelli 25’ | Marcatori |  |

| Arbitro: | Milone (Taurianova) |

|          |           |  |
| Gelli 8’ | Marcatori |  |

| Arbitro: | Baratta (Rossano) |

|                 |           |                           |
| Gualdi 23’, 89’ | Marcatori | 10’ Galeandro 61’ Piccoli |

| Arbitro: | Rinaldi (Bassano del Grappa) |

|  |           |            |
|  | Marcatori | 45+2’ Gusu |

| Arbitro: | Emmanuele (Pisa) |

|  |           |                                       |
|  | Marcatori | 9’ Correia 32’ Drăgușin 52’ Ranocchia |

| Arbitro: | Galipò (Firenze) |

|  |           |                           |
|  | Marcatori | 41’ Giorgione 45’ Manconi |

| Gorgonzola 21 febbraio 2021, ore 15:00 CET 26ª giornata | AlbinoLeffe            | 0 – 0 referto | Grosseto | Stadio comunale Città di Gorgonzola (0 spett.)\| Arbitro: \| Grasso (Ariano Irpino) \| |
| Arbitro:                                                | Grasso (Ariano Irpino) |               |          |                                                                                        |

| Pistoia 27 febbraio 2021, ore 15:00 CET 27ª giornata | Pistoiese         | 0 – 0 referto | AlbinoLeffe | Stadio Marcello Melani (0 spett.)\| Arbitro: \| Giordano (Novara) \| |
| Arbitro:                                             | Giordano (Novara) |               |             |                                                                      |

| Gorgonzola 3 marzo 2021, ore 15:00 CET 28ª giornata | AlbinoLeffe     | 0 – 0 referto | Lucchese | Stadio comunale Città di Gorgonzola (0 spett.)\| Arbitro: \| Centi (Viterbo) \| |
| Arbitro:                                            | Centi (Viterbo) |               |          |                                                                                 |

| Arbitro: | Perri (Roma 1) |

|                                |           |               |
| Di Quinzio 9’ Di Gennaro 90+3’ | Marcatori | 76’ Giorgione |

| Gorgonzola 14 marzo 2021, ore 15:00 CET 30ª giornata | AlbinoLeffe       | 0 – 0 referto | Pro Patria | Stadio comunale Città di Gorgonzola (0 spett.)\| Arbitro: \| Sfira (Pordenone) \| |
| Arbitro:                                             | Sfira (Pordenone) |               |            |                                                                                   |

| Arbitro: | Fontani (Siena) |

|           |           |                           |
| Gatto 90’ | Marcatori | 26’ Giorgione 83’ Manconi |

| Arbitro: | Taricone (Perugia) |

|               |           |           |
| Mondonico 49’ | Marcatori | 43’ Zunno |

| Arbitro: | Ubaldi (Roma 1) |

|                    |           |                                  |
| Ragatzu 59’ (rig.) | Marcatori | 4’ (aut.) Pennington 79’ Manconi |

| Arbitro: | Vigile (Cosenza) |

|             |           |                                               |
| Manconi 26’ | Marcatori | 41’ (rig.), 56’ (rig.) Rolando 71’ Costantino |

| Arbitro: | Scatena (Avezzano) |

|                                             |           |  |
| Gabbianelli 10’ Cori 41’ (rig.) Manconi 85’ | Marcatori |  |

| Arbitro: | Turrini (Firenze) |

|                 |           |                                      |
| De Respinis 57’ | Marcatori | 12’ Gelli 29’ Borghini 63’ Tomaselli |

| Arbitro: | Kumara (Verona) |

|                             |           |                            |
| Borghini 62’ Petrungaro 75’ | Marcatori | 86’, 90+1’ (rig.) Magrassi |

| Arbitro: | Ferrieri Caputi (Livorno) |

|              |           |                             |
| Iocolano 47’ | Marcatori | 25’ Borghini 29’ Petrungaro |

#### Play-off
| Arbitro: | Monaldi (Macerata) |

|               |           |  |
| Manconi 90+3’ | Marcatori |  |

| Arbitro: | Angelucci (Foligno) |

|                             |           |              |
| Manconi 55’ Canestrelli 74’ | Marcatori | 20’ Polidori |

| Arbitro: | Pascarella (Nocera Inferiore) |

|  |           |              |
|  | Marcatori | 28’ Spagnoli |

| Arbitro: | Longo (Paola) |

|  |           |                                    |
|  | Marcatori | 89’ Tomaselli 90+7’ (rig.) Manconi |

| Arbitro: | Gualtieri (Asti) |

|               |           |             |
| Mondonico 81’ | Marcatori | 62’ Carlini |

| Arbitro: | Marini (Trieste) |

|  |           |           |
|  | Marcatori | 84’ Gelli |

| Arbitro: | Carella (Bari) |

|               |           |                          |
| Giorgione 81’ | Marcatori | 67’ Arrighini 77’ Giorno |

| Arbitro: | Miele (Nola) |

|                           |           |                           |
| Arrighini 53’ Stanco 110’ | Marcatori | 28’ Gabbianelli 70’ Gelli |

### Coppa Italia
| Arbitro: | Fourneau (Roma 1) |

|               |           |                          |
| Partipilo 50’ | Marcatori | 40’ Cori 44’ Canestrelli |

| Arbitro: | Gariglio (Pinerolo) |

|                              |           |            |
| Koutsoupias 29’ Petrović 38’ | Marcatori | 90+1’ Gusu |

## Statistiche

### Statistiche di squadra
| Competizione | Punti | In casa | In casa | In casa | In casa | In casa | In casa | In trasferta | In trasferta | In trasferta | In trasferta | In trasferta | In trasferta | Totale | Totale | Totale | Totale | Totale | Totale | D.R. |
| Competizione | Punti | G       | V       | N       | P       | Gf      | Gs      | G            | V            | N            | P            | Gf           | Gs           | G      | V      | N      | P      | Gf     | Gs     | D.R. |
| ------------ | ----- | ------- | ------- | ------- | ------- | ------- | ------- | ------------ | ------------ | ------------ | ------------ | ------------ | ------------ | ------ | ------ | ------ | ------ | ------ | ------ | ---- |
| Serie C      | 57    | 19      | 5       | 9       | 5       | 14      | 14      | 19           | 9            | 6            | 4            | 29           | 22           | 38     | 14     | 15     | 9      | 43     | 36     | +7   |
| Coppa Italia | -     | 0       | 0       | 0       | 0       | 0       | 0       | 2            | 1            | 0            | 1            | 3            | 3            | 2      | 1      | 0      | 1      | 3      | 3      | 0    |
| Totale       | 57    | 19      | 5       | 9       | 5       | 14      | 14      | 21           | 10           | 6            | 5            | 32           | 25           | 40     | 15     | 15     | 10     | 46     | 39     | +7   |

### Andamento in campionato
| Giornata  | 1  | 2  | 3  | 4  | 5  | 6  | 7  | 8  | 9 | 10 | 11 | 12 | 13 | 14 | 15 | 16 | 17 | 18 | 19 | 20 | 21 | 22 | 23 | 24 | 25 | 26 | 27 | 28 | 29 | 30 | 31 | 32 | 33 | 34 | 35 | 36 | 37 | 38 |
| --------- | -- | -- | -- | -- | -- | -- | -- | -- | - | -- | -- | -- | -- | -- | -- | -- | -- | -- | -- | -- | -- | -- | -- | -- | -- | -- | -- | -- | -- | -- | -- | -- | -- | -- | -- | -- | -- | -- |
| Luogo     | C  | T  | C  | C  | T  | C  | T  | C  | T | C  | T  | C  | T  | C  | T  | T  | C  | T  | C  | T  | C  | T  | T  | C  | T  | C  | T  | C  | T  | C  | T  | C  | T  | C  | C  | T  | C  | T  |
| Risultato | N  | P  | P  | P  | N  | V  | N  | V  | V | V  | V  | P  | N  | N  | N  | P  | N  | V  | N  | P  | V  | N  | V  | P  | V  | N  | N  | N  | P  | N  | V  | N  | V  | P  | V  | V  | N  | V  |
| Posizione | 11 | 15 | 18 | 18 | 18 | 16 | 17 | 16 | 8 | 15 | 9  | 12 | 9  | 10 | 11 | 12 | 12 | 9  | 9  | 12 | 11 | 12 | 8  | 9  | 9  | 9  | 8  | 9  | 9  | 10 | 9  | 9  | 8  | 8  | 7  | 7  | 7  | 7  |

Legenda:

Luogo: C = Casa; T = Trasferta. Risultato: V = Vittoria; N = Pareggio; P = Sconfitta.